# اچ‌ام‌اس اورفئوس (۱۷۷۳)
اچ‌ام‌اس اورفئوس (۱۷۷۳) (به انگلیسی: HMS Orpheus (1773)) یک کشتی بود که طول آن ۱۳۰ فوت ۰ اینچ (۳۹٫۶۲ متر) بود. این کشتی در سال ۱۷۷۳ ساخته شد.